# Lissonota anomala
Lissonota anomala är en stekelart som beskrevs av Holmgren 1860. Lissonota anomala ingår i släktet Lissonota, och familjen brokparasitsteklar. Arten är reproducerande i Sverige.